# انجمن آمریکایی تحقیقات خارجه
انجمن آمریکایی تحقیقات خارج از کشور(اِی‌اس‌اُوآر)(به انگلیسی: American Society of Overseas Research)، که در سال ۱۹۰۰ به عنوان مدرسه آمریکایی مطالعات و تحقیقات شرقی در فلسطین تأسیس شد، یک سازمان غیرانتفاعی ۵۰۱ (سی)(۳) مستقر در الکساندریای ویرجینیا است که از تحقیق و آموزش تاریخ و فرهنگ کشورهای خاور نزدیک و خاورمیانه پشتیبانی می‌کند. انجمن تحقیقات خارجه بواسطهٔ بورس تحصیلی، تحقیق، اکتشاف و کار میدانی باستان‌شناسی حمایت می‌کند و از طریق آثار خود راه‌هایی برای انتشار این تحقیقات ارائه می‌دهد. ای‌اس‌اوآر همچنین از دانشجویان و فارغ التحصیلان مؤسسات آموزش عالی در سراسر جهان که مطالعات تاریخ و فرهنگ‌های خاورمیانه و نزدیک را دنبال می‌کنند، پشتیبانی می‌کند.
از ژانویه ۲۰۲۰، شارون هربرت، رئیس این انجمن است. پیش از او، سوزان آکرمن از سال ۲۰۱۴ تا ۲۰۱۹ به عنوان رئیس‌جمهور خدمت کرد.
ای‌اس‌اوآر با موسسات زیر که مستقل و خارج از کشور آمریکا هستند همکاری می‌کند:
- مؤسسه تحقیقات باستان‌شناسی آلبرایت در اورشلیم - از مدیران سابق آن میلار باروز است که در اولین آثار مربوط به طومارهای دریای مرده نقش داشت.
- مؤسسه تحقیقات باستان‌شناسی آمریکایی قبرس، نیکوزیا.
- مرکز تحقیقات آمریکایی، امان، اردن.

موسسات خارج از کشور از محققانی که در خاورمیانه کار می‌کنند حمایت می‌کنند که بر باستان‌شناسی خاورنزدیک، زبان‌های سامی، تاریخ، مطالعات کتاب مقدس، در میان رشته‌های مختلف دیگر تمرکز دارند. این موسسات همچنین عضو شورای مراکز تحقیقاتی خارج از کشور آمریکا هستند.

## کنفرانس سالانه
انجمن آمریکایی تحقیقات خارجه، سالی یک بار در آمریکای شمالی یک کنفرانس علمی برگزار می‌کند که همیشه ۸ روز قبل از روز شکرگزاری (یک عصر چهارشنبه) شروع می‌شود و تا عصر شنبه ادامه دارد.
۲۰۰۸ - بوستون، و بیش از ۷۳۰ محقق و عضو دانشگاهی علاقه‌مند از سراسر جهان را جذب کرد.
۲۰۰۹ - نیواورلئان، لس آنجلس
۲۰۱۸ - دنور
۲۰۱۹ - سن دیگو، کالیفرنیا
۲۰۲۰ - مجازی
۲۰۲۱ - شیکاگو

## انتشارات
این انجمن سه نشریه علمی منتشر می‌کند. انتشارات دانشگاه شیکاگو انتشار هر سه مجله را در سال ۲۰۱۹ آغاز کرد. دو مورد از این مجلات در حوزه‌های مربوط به خود پرچمدار هستند:
- بولتن مکاتب تحقیقات شرقی آمریکا مقالات باستان‌شناسی، تاریخی و کتیبه ای دربارهٔ موضوعاتی از خاور نزدیک باستان
- ژورنال مطالعات میخی مقالاتی را به زبان‌های انگلیسی، آلمانی و فرانسوی دربارهٔ موضوعات بین‌النهرین ارائه می‌کند.

این سازمان این موارد را نیز منتشر می‌کند:
- باستان‌شناسی خاورنزدیک(به انگلیسی: Near Eastern Archaeology)، فصلنامه ای که تحقیقات اخیر را برای مخاطبان محبوب و حرفه ای گزارش می‌کند.
- خاورنزدیک باستان امروز (اِی‌ان‌ای‌تی)(به انگلیسی: Ancient Near East Today) یک خبرنامه الکترونیکی ماهانه است که دنبال‌کنندگان انجمن تحقیقات خارجه ثبت شده را در مورد اکتشافات و ایده‌های جدید در زمینه فعالیت خود مطلع می‌کند.

### موسسات مستقل وابسته
- مؤسسه تحقیقات باستان‌شناسی WF آلبرایت (AIAR) اورشلیم، اسرائیل
- مرکز تحقیقات آمریکا (ACOR) امان، اردن
- مؤسسه تحقیقات باستان‌شناسی آمریکایی قبرس (CAARI) نیکوزیا، قبرس